# بالا موسى كيتا
بالا موسى كيتا (بالفرنسية: Balla Moussa Keïta)‏ وُلد عام 1934 وتُوفيّ في السادس من آذار/مارس 2001، كان ممثلًا وكوميديًا من مالي ورائد سينما في غرب إفريقيا كما كان معروفًا في الغرب وخاصّةً في فرنسا. ولد بالا موسى كيتا في منطقة سيغو بمالي كأمير تقليدي لسلالة كيتا، وبدأ في الأصل مسيرتهُ المهنيّة منتجًا إذاعيًا. تحول لاحقًا إلى التمثيل ومثَّل في عددٍ من الأفلام لمخرجين ماليين بارزين مثل الشيخ عمر سيسوكو وسليمان سيسيه وغيرهما. من بين أدواره التي نالت استحسانًا كبيرًا دور الملك القبلي روما بول في فيلم يلين، وكذا دوره في الفيلم الغيني سيري: الشاهد (بالفرنسية: Séré، le témoin)‏ والذي حصل بفضلهِ على جائزة أفضل ممثل في المهرجان الأفريقي للسينما والتلفزيون في واغادوغو.

## الحياة المُبكّرة والتعليم
وُلد بالا موسى كيتا عام 1934 في قريةٍ صغيرةٍ اسمها نانغو في بمالي والتي تبعدُ بحوالي 40 كيلومتر عن سيغو. التحقَ كيتا بالمدرسة المحليّة في سيغو وهو في عمر الثامنة لكنّه انقطع بعد حصولهِ على شهادة التعليم الابتدائي حيثُ عاد إلى المنزل لمساعدة والديه في الزراعة. بعد وفاة والده، انتقلَ كيتا إلى باماكو للعثور على عملٍ هناك، فعمل في البداية تاجرًا حيثُ كان يشتري السمك والأرز من مدينتي موبتي وديورو بثمنٍ أقلٍ ويُعيد بيعهما في باماكو.

## المسيرة المهنيَة
حصل كيتا عام 1960 على وظيفةٍ في المسرح الوطني، فسجّل هناك أول بثٍ إذاعي له في إذاعة مالي وذلك في عام 1967. بدأ كيتا في تسجيلِ تحذيراتٍ قصيرةٍ بشأن حرائق الغابات وسلوك السائقين، ثمّ بدأ في تقديمِ برنامجٍ أسبوعي بعنوان الوقاية وحركة المرور على الطرق (بالفرنسية: Prévention et Circulation routière)‏ وهكذا أصبح كيتا صوتًا معروفًا في الراديو وعُرف على المستوى الشعبيّ باسمِ بالا موسى. واصل كيتا تقديم العديد من البرامج الإذاعية ونشرات الأخبار خلال هذه الفترة، كما سجّل بصوتهِ عدّة صوتيات لصالحِ شركات خاصّة ومنظمات حكوميّة.
سافر كيتا عام 1965 إلى جمهورية الصين الشعبية مع فريق مالي للتحضيرِ لتصويرِ ثلاثة أفلام عن الأيديولوجية الاشتراكية في بامبارا في تمرينٍ استغرق خمسة أشهر وهو التمرين الذي أعطى كيتا نظرة ثاقبة وقيّمة في صناعة الأفلام حسب كلام بعض النقاد. أول ظهورٍ لكيتا في الأفلام كان في فيلم دان موسو (بالفرنسية: Den Muso)‏ للمخرج سليمان سيسيه عام 1970، وشارك بعدها في العديد من الأفلام التي نالت استحسان النقاد كما عمل مع معظم المخرجين الماليين ذوي السمعة الطيبة والعديد من المخرجين الأفارقة الآخرين. درّس كيتا في وقتٍ ما في المعهد الوطني للفنون في مالي، وحصل على جائزة أفضل أفضل ممثل في المهرجان الأفريقي للسينما والتلفزيون في واغادوغو لدوره في الفيلم الغيني سيري: الشاهد (بالفرنسية: Séré، le témoin)‏ الذي صدر عام 1991.

## الوفاة
تُوفيَّ كيتا في باماكو عام 2001 بسبب داء الانسداد الرئوي المزمن – والذي أُصيب به جراء التدخين بشراهة ولمدة طويلة – تاركًا خلفه عشرة أطفال.

## قائمة أعماله
هذه قائمةٌ بأبرز أعمال بالا موسى كيتا:
| السنة | العنوان         | العنوان الأصلي                | ملاحظات                                  |
| ----- | --------------- | ----------------------------- | ---------------------------------------- |
| 1975  | البنتُ الصغيرة   | Den Muso                      | فيلمٌ طويلٌ من إخراج سليمان سيسيه          |
| 1978  | براء            | Baara                         | فيلمٌ روائيّ من إخراج سليمان سيسيه         |
| 1982  | الريح           | Finyè                         | فيلمٌ طويلٌ من إخراج سليمان سيسيه          |
| 1987  | يلين            | Yeelen                        | فيلمٌ طويلٌ من إخراج سليمان سيسيه          |
| 1987  | ديسباغاتو       | Desebagato                    | فيلمٌ روائيّ من إخراج إيمانويل سانون       |
| 1989  | فينزان          | Finzan                        | فيلمٌ روائيّ للمخرج الشيخ عمر سيسوكو       |
| 1990  | سيري: الشاهد    | Séré، le témoin               | فيلمٌ روائيّ للمخرج محمد دانسوغو كامارا    |
| 1991  | تار             | Ta Dona                       | فيلمٌ طويلٌ للمخرج أداما درابو             |
| 1991  | سيلين في مالي   | Céline au Mali                | فيلمٌ طويلٌ للمخرج المسرحيّ مونيك كرويير    |
| 1993  | تايفينغ         | Tiefing                       | فيلمٌ من إخراج جبريل كوياتي               |
| 1994  | الطفل الأسود    | L'Enfant Noir                 | فيلمٌ روائيٌّ طويلٌ من إخراجِ لوران شوفالييه  |
| 1995  | غيمبا الطاغية   | Guimba، un tyrant، une époque | فيلمٌ طويلٌ من إخراج الشيخ عمر سيسوكو      |
| 1995  | واتى            | Waati                         | فيلمٌ من إخراج سليمان سيسيه               |
| 1996  | ماكادام تريبي   | Macadam Tribu                 | فيلمٌ طويلٌ من إخراج خوسيه زيكا لابلين     |
| 1997  | فارو: أمُّ الرمال | Faraw، une Mère des Sables    | فيلمٌ تلفزيونيّ من إخراج عبد الله أسكوفاري |
| 1999  | سفر التكوين     | La Genèse                     | فيلمٌ تلفزيونيّ من إخراج الشيخ عمر سيسوكو  |
| 2000  | جورج واشنطن     | George Washington             | فيلمٌ من إخراج ديفيد غوردون غرين          |